# 代数群
代数幾何学において，代数群（だいすうぐん，英: algebraic group, あるいは群多様体，英: group variety）とは，代数多様体であるような群であって，積と逆元を取る演算がその多様体上の正則写像によって与えられるものである．
圏論のことばでは，代数群は代数多様体の圏における群対象である．

## クラス
以下のような群と代数群のいくつかの重要なクラスがある：
- 有限群
- GL(n, C), C 上の可逆行列全体のなす一般線型群
- ジェット群（英語版）
- 楕円曲線

重要な代数群のクラスが2つあり，ほとんどの部分は別々に研究される．アーベル多様体（「射影的な」理論）と線型代数群（「アファインの」理論）である．もちろんどちらでもない例もあり，例えばワイエルシュトラスのゼータ関数のような第二・第三種の積分の現代理論や一般ヤコビ多様体の理論において現れる．しかしシュバレーの構造定理によると，任意の代数群はアーベル多様体の線型代数群による拡大である．これはクロード・シュバレーによる結果である．K が完全体で G が K 上の代数群であるとき，次のような G の閉正規部分群 H が一意的に存在する．H は線型群であり，G/H はアーベル多様体である．
別の基本的な定理によると，アファイン多様体の圏の任意の群は忠実な有限次元の線型表現をもつ．それを K 上の多項式によって定義された，行列の乗法を群演算としてもつ，K 上の行列群と考えることができる．そのためアファイン代数群の概念は体上冗長である．とても具体的な定義を使うことができるのである．実数体上で考えるときこれは代数群がリー群よりも狭いクラスであることを意味することに注意する．2次特殊線型群の普遍被覆のように，リー群であるが忠実な線型表現を持たない例が存在するのである．2つの概念のより明らかな違いは，アファイン代数群 G の単位元成分は G において指数が有限でなければならないことである．
（可換）環 R 上で考えたいときには，群スキームの概念がある．つまり，R 上のスキームの圏における群対象である．アファイン群スキームはホップ代数のタイプに双対な概念である．群スキームの極めて精密な理論があり，例えばアーベル多様体の当今の理論において用いられている．

## 部分代数群
代数群の部分代数群 (algebraic subgroup) はザリスキ閉な部分群である．一般にはさらに連結（あるいは多様体として既約）であるようにとる．
その条件を表す別の方法は，部分多様体でもあるような部分群である．
多様体の代わりにスキームを許すことでこれも一般化できる．これの実際的な主な影響は，連結成分が有限指数 > 1 である部分群を許すことの他に，標数 p では非被約スキームを許すことである．

## コクセター群
代数群とコクセター群にはいくつかの類似する結果がある．例えば，対称群の元の個数は n! であり，有限体上の一般線型群の元の個数は q 階乗 [n]q! である．したがって対称群は「1つの元を持つ体」上の線型群かのように振る舞う．これは一元体によって形式化される．これはコクセター群を一元体上の単純代数群と考える．

## 関連文献
- Algebraic groups and representations by M. Brion, B. Conrad, P. Gille, E. Letellier & B. Rémy